# Jacques Juge de La Borie
Pour les articles homonymes, voir Borie (homonymie).
 (janvier 2019).
Si vous disposez d'ouvrages ou d'articles de référence ou si vous connaissez des sites web de qualité traitant du thème abordé ici, merci de compléter l'article en donnant les références utiles à sa vérifiabilité et en les liant à la section « Notes et références ».
Jacques Juge de La Borie (1702-1779) est un juriste français, avocat du roi au Présidial et 1er maire de Limoges. 

## Biographie
Fils de Jacques Juge et de Marguerite Bunisset, Jacques Juge de la Borie est né à Treignac en 1702, d’une ancienne famille qui donna à Limoges des jurisconsultes et des magistrats éclairés et intègres, Jacques Juge de La Borie épouse une bordelaise, Catherine Pétronille de La Borde. Elle mourut jeune. En dépit de ses occupations, il s’est consacré lui-même à l’éducation de ses enfants.

## Avocat du roi au Présidial de Limoges
Son père Jacques Juge, né le 28 février 1677 à Treignac (aujourd'hui en Corrèze), décédé le 16 juin 1739 à Limoges, commence sa carrière juridique comme avocat en la cour, lieutenant de la juridiction de Veyx, puis est reçu conseiller au Présidial de Limoges. Il  est seigneur de fiefs importants parmi lesquels celui de la Borie à Affieux près de Treignac dont son fils portera le nom.
Un de ses parents Joseph Juge de Saint-Martin, président de la Société d’Agriculture, sciences et arts de Limoges sera son collègue trois ans au Présidial où il occupera le siège de conseiller.
Il fait ses études au collège des Jésuites. À vingt ans, il entre au barreau. Il va être remarqué par Monsieur du Verdier, avocat du Roi, qui deviendra évêque d’Angoulême. Désireux de laisser son office en de bonnes mains, il choisit le jeune avocat pour lui succéder.
Candidat à cette charge, Jacques Juge de La Borie subit un examen devant le Parlement de Bordeaux et doit justifier des trois conditions nécessaires à son agrément : son orthodoxie, sa moralité, sa capacité. Il satisfait ses examinateurs et il est agréé par le Parlement, devant lequel il prête serment.
Au mois de juin 1728, une audience solennelle, présidée par M. de Douhet, président de la Cour Présidiale et Sénéchale, est tenue au Présidial de Limoges pour l’installation de Jacques Juge de La Borie.
Installé dans ses fonctions à 26 ans, il va se révéler très vite un magistrat de grande valeur. Il connaît parfaitement les anciennes ordonnances, le Grand Coutumier, le Corpus Juris et la jurisprudence. Il se distingue par sa science incomparable, son désintéressement, sa profonde intégrité, l’élévation et la noblesse de son langage judiciaire.
Par une faveur exceptionnelle et à la demande de ses concitoyens, le Parlement l’autorise à cumuler sa profession d’Avocat du Roi et celle d’avocat des particuliers, lui accordant le droit de plaider pour ceux-ci dans les causes où il n’est pas engagé.
Jacques Juge de La Borie s’est fait une réputation de bon orateur. Ses discours ont toujours la même veine. L’exorde est emprunté à une maxime d’un auteur classique ou d’un texte sacré, confirmé par des citations puisées dans l’Antiquité. La discussion est fleurie de réflexions morales, où se révèle la droiture de son jugement, la pureté de sa conscience, l’élévation de son esprit.
Mais les titres les plus vrais qui lui conviennent sont certainement ses travaux juridiques, qui correspondent à sa nature précise et à l’étendue de son érudition. Deux mémoires rédigés par lui ont été conservés. Le premier, en 1743, a trait à un procès opposant devant le Présidial, messire de Lacoré, prêtre, doyen du chapitre official et vicaire général du diocèse de Saintes et les consorts Saint-Viance de Sazeirat, le second adressé à d’Aguesseau, Ministre de la Justice en 1749. Il a inspiré la « Jurisprudence du Parlement de Bordeaux » publié par Salviat en 1824.
Montesquieu lui communique régulièrement ses arrêts pour qu’il les annote. La science unanimement reconnue incite les membres du Parlement de Bordeaux à agir de même.
En 1775, il cède à son fils, Joseph-Jacques Juge de la Borie, seigneur du Treuil, la charge d’Avocat du Roi au Présidial qu’il a occupé pendant quarante-sept ans.

## Consul de Limoges
Il a été nommé consul de Limoges en 1732, puis en 1739. Il est élu Premier consul avec le titre de gouverneur en 1763 et il sera renouvelé dans cette charge à plusieurs reprises. Le 19 mars 1768, il sera nommé par le Roi, premier maire de Limoges et maintenu en 1774.
Il rétablit les finances de la ville qu’il trouve assez endettée au point de ne pouvoir payer le droit d’élire ses officiers municipaux. Il se penche avec beaucoup de charité sur la santé de ses concitoyens et améliore l’hospice communal.
Il s’occupe de la jeunesse de la ville, tourmentée par l’esprit révolutionnaire dès 1772, qui cause un certain effroi par sa turbulence aux habitants. Pour limiter ces désordres, il prend des mesures avec le lieutenant général M. de Roulhac pour éclairer les rues avec des lanternes, effectuer des rondes nocturnes…
Le lieutenant général d’Aisne au service de Turgot écrit de lui, dans une lettre datée du 15 mars 1776 : « Ce que vous me marquez de vos projets de retraite me fait véritablement de la peine. Je conviens de tous les sacrifices que vous avez faits pour vous livrer aux affaires de la ville, mais vos lumières sont nécessaires à vos concitoyens et je vous prie de les leur continuer quelque temps. »
Le 8 octobre 1779, après deux jours de fièvre, Jacques Juge de la Borie, toujours maire de la ville, rend son âme à Dieu, dans sa maison de la rue Gaignolle. Il est inhumé au cimetière des Arênes.
Lors de ses obsèques il reçut un hommage exceptionnel de toute la ville. L’intendant d’Aine s’exprime ainsi de lui en s’adressant aux habitants de Limoges : « Vous avez perdu un chef aussi recommandable par l’étendue de ses lumières que par son désintéressement et sa probité. » Le Président Mallavergne dira plus tard : « Ce fut un homme des anciens temps qui ne connaissait pas d’autres distractions que l’étude, d’autres joies que l’accomplissement de son devoir. » Enfin Turgot se souvient de son vieil ami et écrit à son fils : « J’aimais et je respectais Monsieur votre père autant qu’il méritait de l’être et je connaissais la vérité de son attachement pour moi. Sa perte est un malheur public. Sa mémoire sera précieuse à tous les honnêtes gens qui l’ont connu. Elle me sera toujours chère. Elle doit faire votre consolation. »
Les armes de la famille sont d’azur à une main mouvant du flanc sénestre, tenant une épée en pal, qui supporte le fléau d’une balance à deux bassins d’argent.